# Куликовские (слобожанский род)
Куликовские — российский, слобожанский дворянский род молдавского (валахского) происхождения.
Родоначальником слободско-украинского рода Куликовских был Прокопий Куликовский (II половина XVII века), происходивший из молдавского дворянства и выехавший в Российскую империю во время Прутского похода Петра I в 1711 году в свите князя Дмитрия Кантемира.
Авторитет Прокопия Куликовского в окружении князя Кантемира был достаточно высок, а служба его достаточно высоко ценилась императорским правительством, поскольку в следующем 1712 году он занимает высокую должность Харьковского полковника.
Как иностранные дворяне, были внесены в 4-ю часть «Дворянской родословной книги Харьковского наместничества», поскольку происходили из Валахии и их род был известен там до 1600 года.

## Описание герба
В верхней половине у боков щита в зелёном поле изображены серебряная луна с двумя золотыми звездами и такие же четыре звезды означенные перпендикулярно, а посредине в золотом поле воловья голова с рогами. В нижней половине, разрезанной диагонально к подошве щита двумя чертами в голубом и красном полях находятся три серебряных человеческих ноги в сапогах со шпорами вместе соединенные коленями, а по сторонам в серебряном поле рог изобилия и хлебный сноп.
Щит увенчан дворянским шлемом и короною с страусовыми перьями. Намёт на щите зелёный, подложен золотом. Герб рода Куликовских внесён в Часть 10 Общего гербовника дворянских родов Всероссийской империи, стр. 112.

## Представители рода
- Прокопий Куликовский (ум. 1727 г.) — полковник Харьковского Слободского казацкого полка. Отпрыск благородного молдавского рода, прибыл в российские пределы после Прутского похода Петра I (1711) в свите князя Дмитрия Кантемира.
- Матвей Прокопьевич Куликовский — сын Прокопия Куликовского. Последний полковник Харьковского Слободского казацкого полка. Позже предводитель харьковского дворянства. Первая жена — Пелагея Степановна Родзянко. Вторая жена — вдова липецкого сотника Черняка, принесла в приданое село Ракитное.
- Михаил Матвеевич Куликовский (ум. 1832 г.) — сын Матвея Прокопьевича. Полковник, предводитель Валковского уездного дворянства. Основатель усадьбы Ракитное.
- Марфа Матвеевна Полуботок — дочь Матвея Прокопьевича. Жена бунчужного товарища В. А. Полуботка, внука гетмана и полковника Черниговского П. Л. Полуботка.

- Куликовский, Александр Никанорович (1851—после 1917) — генерал-майор Российской императорской армии.
- Николай Александрович Куликовский' (1881—1958) — муж сестры царя Николая II Ольги. Далее см. Куликовские-Романовы

## Исторические факты
- В топонимике. По фамилии Куликовских названа Куликова гора в Нагорном районе Харькова (над Журавлёвскими склонами), улицы Куликовская (ныне Мельникова) и Садово-Куликовская (сейчас Дарвина). Данная огромная территория города (от ул. Пушкинской до реки Харьков и от ул. Короленко до ул. Гуданова) в середине XVIII века принадлежала полковнику харьковского полка Куликовскому и его сыну.
- Гвардии полковник Кирасирского полка Николай Куликовский 4 ноября 1916 года женился морганатическим браком на сестре Императора Всероссийского Николая Второго Ольге Александровне, дочери Александра Третьего и Императрицы Марии Фёдоровны. Вместе с женой и тёщей он находился под арестом в Дюльбере в 1918 году, где у семьи родился ребёнок.
- Бывшая миллионерша Куликовская проживала на ул. Садово-Куликовской на своей бывшей земле в одной из комнат своего бывшего дома уже в СССР до конца 1920-х годов, а её сын Николай Куликовский в этот момент уже был в эмиграции, в Дании, на родине матери своей жены.
- В геральдике. Возможно, рог изобилия перешёл на герб Харькова из родового герба Матвея Куликовского, бывшего харьковским полковником в 1761—1765 годах (только рог перевернули вверх, чтобы «изобилие не высыпалось»). Впервые харьковский полковой герб, идентичный современному гербу города, опубликован в изданном в 1775 году Гербовнике Щербатова с изображениями полковых гербов (в городе и Харьковской провинции постоянно территориально располагался Харьковский слободской полк).

## Имения
- с. Борки
- с. Ракитное, с 1746 года